# Mellow
Mellow é o segundo álbum de estúdio do cantor de rock japonês Kiyoharu, lançado em 30 de março de 2005. A turnê de lançamento do álbum foi intitulada de "Tour '05 <Tenshi no Uta>". Junto com outros três álbums, foi remasterizado e relançado em 5 de novembro de 2014 intitulado "Mellow +2", com duas faixas bônus.

## Recepção
Mellow alcançou a terceira posição nas paradas diárias da Oricon Albums Chart. A versão em DVD alcançou a 41° posição nas paradas semanais. Na parada da Tower Records de álbuns japoneses, estreou em 2 lugar.

## Faixas
| N.º | Título                                              | Duração |  |
| 1.  | "Hikari" (光)                                       | 6:55    |  |
| 2.  | "Come Home"                                         | 4:17    |  |
| 3.  | "Bunny Smile"                                       | 4:44    |  |
| 4.  | "Room"                                              | 4:33    |  |
| 5.  | "Chou" (蝶)                                         | 5:23    |  |
| 6.  | "Horizon"                                           | 5:45    |  |
| 7.  | "Kagee" (影絵)                                      | 4:56    |  |
| 8.  | "Faidia"                                            | 5:02    |  |
| 9.  | "Last Song ~Saigo no Uta~" (LAST SONG ～最後の詞～) | 5:38    |  |
| 10. | "Alstroemeria"                                      | 6:30    |  |
| 11. | "Slider"                                            | 5:12    |  |

| Faixas bônus da remasterização Mellow +2 |                       |         |  |
| N.º                                      | Título                | Duração |  |
| 12.                                      | "Black Toys Illusion" | 4:03    |  |
| 13.                                      | "Limited."            | 4:39    |  |
| Duração total:                           | Duração total:        | 67:00   |  |